# 에라곤 (영화)
《에라곤》(Eragon)은 2006년 개봉한 미국의 판타지 영화로, 크리스토퍼 파올리니의 소설 《에라곤》을 영화화한 것이다. 스테픈 팽마이어 감독이 연출했고, 에드 스펠리어스, 제러미 아이언스, 시에나 길로리, 로버트 칼라일, 자이먼 운수, 개릿 헤들런드, 존 말코비치가 출연했다. 그리고 레이철 바이스가 주인공 에라곤의 용 '사피라'의 목소리를 담당했다.

## 줄거리
먼 옛날 알러게이지어 대륙에서는 드래곤 라이더들이 세계의 평화를 지켰다. 그러나 점점 권력을 원하게 되며 라이더들 사이에 전쟁이 벌어졌고 갈버토릭스라는 자가 그들을 모두 처단하고 제국을 세워 세계를 지배하였다. 엘레메러의 아리어 공주는 마지막 남은 드래곤 알을 가지고 도망치다가 갈버토릭스의 부하인 흑마법사 두르자에게 가로막힌다. 두르자에게 붙잡히기 직전 아리어 공주는 마법으로 알을 먼 곳으로 보낸다.
알은 대륙의 외딴 마을 카버홀의 농부 청년 에라곤의 손에 들어간다. 에라곤은 숲에 사냥을 갔다가 알을 주워서 집으로 돌아오고, 곧 알이 깨지고 파란 새끼용이 태어난다. 에라곤이 용에 손을 대자 손바닥에 문양이 나타난다. 에라곤은 너른 들판으로 용을 데리고 가서 날게 해주고, 하늘로 날아오른 용은 순식간에 성체가 되어 내려온다. 용은 텔레파시로 자기를 사피라라고 소개한다.
에라곤은 마을에 갔다가 사람들의 이야기를 듣는다. 갈버토릭스 왕이 청년들을 강제징병하면서 마을 사람들은 근심했고, 에라곤의 형 로란까지 몸을 피했던 차였다. 그러자 떠돌이 브롬이 갈버토릭스의 지배를 비난하면서 드래곤 라이더들이 돌아올 것이라고 말한다. 에라곤은 브롬에게 이야기를 더해달라고 졸랐지만 브롬은 위험한 이야기라면서 뿌리친다. 한편 흑마법사 두르자는 용이 태어났다는 것을 알고 괴물 라작을 소환하여 에라곤을 죽이게 한다. 갑자기 들이닥친 라작 때문에, 에라곤의 삼촌이 죽게 된다. 삼촌의 죽음을 슬퍼하는 에라곤 앞에 브롬이 나타나서, 에라곤의 손바닥을 보고 그가 새로운 드래곤 라이더라는 것을 알게 된다. 브롬은 에라곤에게 사피라를 불러들이게 하고, 에라곤과 사피라를 데리고 제국에 대항하는 바든 왕국으로 떠난다.
왕국으로 가는 여정 중에 에라곤은 브롬으로부터 용을 다루는 법과 검술 등을 배운다. 수상 마을에 방문하게 되었을 때, 에라곤은 안젤라라는 이름의 어느 예언자로부터 그의 도움을 기다리는 소녀가 있다는 말을 듣는다. 그때 갈버토릭스의 수하인 어걸이 마을을 공격하고, 에라곤은 브리싱거 주문으로 어걸들을 푸른 불길로 불태워 버린다. 이후 에라곤이 마법을 쓸 수 있다는 걸 알게 된 브롬은 그에게 마법, 그리고 용의 시각을 얻는 법을 알려준다. 이때 브롬 또한 옛 드래곤 라이더였으며, 갈버토릭스에 찬동한 모르잔이라는 자에게 용을 잃었다는 것이 밝혀진다.
흑마법사 두르자는 에라곤을 꾀기 위해 아리어 공주의 환상을 보여준다. 이에 에라곤은 공주를 구하겠다면서 브롬과 사피라의 만류에도 불구하고, 길을 돌려 두르자의 요새로 향한다. 잠이 든 아리어 공주를 발견하지만, 곧 함정임이 밝혀지고 두르자가 에라곤 앞에 나타난다. 두르자가 에라곤에게 마법을 쏘자 뒤늦게 쫓아온 브롬이 에라곤의 방패가 되어 마법을 대신 맞고 쓰러진다. 에라곤은 두르자의 미간에 활을 쏘지만 두르자를 죽이지 못한다. 라작들에게 둘러싸인 일행은 어느 후드 쓴 자의 도움을 받고 곧 탈출한다. 브롬의 상처가 심해지고, 에라곤은 치료 마법을 써보지만 실력이 미숙해서 듣지 않는다. 브롬은 에라곤에게 고마움을 표하며 죽는다.
브롬을 잃은 일행 앞에 후드 쓴 자가 나타나서, 스스로를 머태그라고 소개하고 일행을 바든 왕국으로 이끈다. 바든에 도착한 일행은 반란군의 합류하지만, 머태그는 반역자 모르잔의 아들임이 밝혀져 감옥에 갇히고 만다. 반란군은 제국군과의 전쟁을 준비하고 있었고 에라곤도 사피라와 함께 참전한다. 전쟁이 벌어지고, 두르자가 그림자 용을 타고 에라곤과 사피라와 맞선다. 사투 끝에 두르자의 용이 사피라를 상처입히고 추락시키지만, 에라곤이 두르자의 심장에 칼을 꽂아 죽인다. 에라곤은 쓰러진 사피라에게 치료 마법을 쓰고 곧 정신을 잃는다.
에라곤이 정신을 차렸을 때 머태그가 그를 돌보고 있었다. 사피라는 다행히도 회복되어 다시 에라곤의 용이 된다. 아리어 공주가 갈버토릭스 제왕의 역습을 대비하여 엘레메리아 왕국으로 떠났다는 이야기를 듣고, 에라곤은 사피라를 타고 마중하며 다시 만날 것을 기약한다. 한편 대노한 갈버토릭스 왕은 휘장을 걷고 감춰진 그의 용을 꺼낸다.

## 출연
- 에드 스펠리어스 - 에라곤
- 제러미 아이언스 - 브롬
- 시에나 길로리 - 아리아 공주
- 로버트 칼라일 - 두르자
- 레이철 바이스 - 사피라(목소리 출연)
- 존 말코비치 - 갈바토릭스
- 개릿 헤들런드 - 머태그
- 앨런 암스트롱 - 개로
- 크리스 이건 - 로란
- 게리 루이스 - 흐로스가
- 자이먼 운수 - 아지하드
- 리처드 리프킨 - 호스트
- 스티브 스페어스 - 슬론
- 조스 스톤 - 안젤라
- 캐럴라인 치케지 - 나수아다
- 닉 패슈킨

## 기타
- 원작자: 크리스토퍼 파올리니
- 공동제작: 로저 바튼
- 공동제작: 애덤 굿맨
- 공동제작: 케빈 핼로란
- 공동제작: 크리스 사이미스
- 사운드디자인: 랜디 돔
- 미술: 울프 크로에거
- 의상: 킴 바렛
- 의상: 카를로 포기오리
- 배역: 프리실라 존
- 배역: 민디 마튼